# シノノメ色の週末
『シノノメ色の週末』（シノノメいろのしゅうまつ）は、2021年11月5日に公開された日本映画。監督・脚本は穐山茉由、主演は桜井玲香。
取り壊しが決まった母校・篠の目女子高等学校の校舎で過去の思い出を辿るために、週末だけ母校に集まった3人の元放送クラブ部員の姿を描く。
キャッチコピーは「月曜からまた、じたばた生きる、ための週末。」。
タイトルにある「シノノメ色」は「東雲色（しののめいろ）」と表した上で、「夜が明け始めるころ太陽で白み始める東の空を思わせる明るい黄赤色のこと。曙色とも呼ばれる」
。

## キャスト
大月美玲
演 - 桜井玲香
モデル。高校時代は読者モデルをしており、卒業後もモデルを続けていたが、次第に活躍の場は減っている。
雅美から母校・篠の目女子高校の取り壊しが決まったから最後に母校に集まろうと連絡を受け、久しぶりの母校に来る。
一ノ宮まり
演 - 岡崎紗絵
大手広告代理店の子会社に勤務。高校時代は放送クラブの部長を務めていた。愛称は「まりりん」。
高校時代、美玲に憧れていた。美玲の写真が出会い系アプリに使用されていることを知り心配する。
安東雅美
演 - 三戸なつめ
実家暮らしで教育関係の事務職をしている。カメラが趣味のサブカル系。愛称は「アンディ」。
母校に埋めたはずのタイムカプセルを昔のクラブの仲間（週末放送クラブと命名される）と週末ごとに来て探そうとする。
杉野あすか
演 - 中井友望
篠の目女子高校最後の学生。美玲たちと学校で出会いクラブの仲間になる。世代差があるが、すぐ打ち解けている。
酒井
演 - 山田キヌヲ
パタンナー。
上川龍之介
演 - 工藤阿須加
広告代理店のプランナー。週末放送クラブに興味を持ち、まりと一緒に母校に来る。

## スタッフ
- 監督・脚本：穐山茉由
- 主題歌：佐藤ミキ「東雲の空」（SACRA MUSIC）[6]
- 音楽：岡出莉菜
- 製作：今野義雄、蓮見智毅、小林栄太朗、安藤隆啓、小川悦司、宇田川寧
- プロデューサー：重松圭一、蓮見智威、田口雄介
- 音楽プロデューサー：杉田寿宏
- 撮影：平見優子
- 照明：加藤大輝
- 録音：渡邊丈彦
- 装飾：篠田公史
- スタイリスト：椎名倉平、中村萌
- ヘアメイク：榊原美聖
- 編集：小出豊
- 劇中写真・スチール：木村和平
- 助監督：安達耕平
- 制作担当：大川奏耶
- 制作プロダクション：ダブ
- 配給：イオンエンターテイメント
- 製作：映画「シノノメ色の週末」製作委員会

## メディアミックス
ノベライズ
穐山茉由によるノベライズ版が主婦の友社より、2021年11月5日に発売された。本作は穐山による映画脚本の書籍化ではなく、小説のために新たに書き下ろしたものである。
コミカライズ
穐山茉由原作、黒丸恭介作画によるコミカライズ作品が主婦の友社より、2021年11月18日に発売された。穐山の脚本をベースに映画の柔らかな世界観をそのままに表現している。

## 書誌情報
- 『小説 シノノメ色の週末』（2021年11月5日発売、主婦の友社、ISBN 978-4-074-50536-4）[7]
- 『シノノメ色の週末』（2021年11月18日発売、主婦の友社、ISBN 978-4-074-50447-3）[9]